# 미나미타카네자와촌
미나미타카네자와촌(南高根沢村)은 도치기현 하가군에 속했던 촌이다.

## 지리
현재의 하가정 북부에 해당한다.

## 역사
- 1889년 4월 1일 - 정촌제 시행에 의해 하가군 미나미타카네자와촌이 성립하였다.
- 1954년 3월 31일 - 우바가이 정, 미즈하시 촌과 합병해 하가정이 성립하여, 동일 미나미타카네자와촌은 폐지되었다.

## 인구
| 1891년 | 3,866 |
| 1920년 | 4,891 |
| 1935년 | 5,217 |
| 1950년 | 6,757 |

## 참고문헌
- 角川日本地名大辞典編纂委員会『가도카와 일본 지명 대사전 9 栃木県』、가도카와 쇼텐、1984年 ISBN 4-04-001090-6
- 日本加除出版株式会社編集部『全国市町村名変遷総覧』、日本加除出版、2006年、ISBN 4-8178-1318-0
- 『栃木県町村合併誌 第一巻』 栃木県、1955年4月。
- 『芳賀町史 通史編 近現代』 芳賀町、2003年9月30日。